# Sin & Punishment: Successor of the Earth
Sin and Punishment (罪と罰～地球の継承者～ Tsumi to Batsu: Hoshi no Keishōsha?, Pecado y Castigo: El Sucesor de la Tierra), es un videojuego de disparos de Nintendo 64 desarrollado por Treasure y lanzado al mercado por Nintendo el 21 de noviembre del año 2000 en Japón. El juego de Nintendo 64 sólo vio la luz en el mercado japonés, sin embargo, la versión para Consola Virtual lanzada en el año 2007 (y posteriormente en el año 2015) también fue lanzada en los mercados europeo y norteamericano.
El año 2004, el juego fue lanzado en China para la Nintendo iQue, una consola creada especialmente para el mercado chino que poseía licencias para juegos de Nintendo 64.

## Desarrollador
Sin and Punishment fue codesarrollado por Nintendo y de Investigación del Departamento de Desarrollo 1 y Treasure. Durante el desarrollo, que fue titulado tentativamente Soldado de vidrio. El título fue dirigido por Hideyuki Suganami, quien también se desempeñó como uno de los programadores. Atsutomo Nakagawa, quien previamente tuvo un pequeño papel en el desarrollo de Silvergun radiante intensificado programa como el plomo, y Yasushi Suzuki, otro jugador menor de edad del equipo Silvergun radiante se hizo cargo de la artista como personaje principal. Este fue el último partido Suganami trabajado antes de salir de la empresa. Se mantuvo en buenas relaciones con Treasure, volviendo sobre una base independiente / contrato para trabajar en Gunstar Super Heroes.
El título no fue lanzado hasta 2000, momento en el que el mercado de juegos de N64 se debilitó gravemente. A pesar de ser desarrollado con un lanzamiento en Norteamérica en cuenta, con un elenco de voces de habla inglesa, Treasure eliminó el título de su lista de próximos lanzamientos de América del Norte y PAL. El título fue finalmente liberado al exterior pública de Japón a través de Virtual de Wii la consola de sistema de descarga por el precio de 1200 Puntos Wii. Esta versión conserva los subtítulos en japonés con su diálogo Inglés, pero se ha traducido los menús y algunos tutoriales. La Consola Virtual de NTSC / PAL Versión  fue traducido por Nintendo Software Technology.

## Estilo de juego
El juego se enmarca dentro del subgénero del shooter sobre raíles. El avance a través de las fases es automático, la tarea del jugador consiste en controlar a un personaje para apuntar y disparar a los enemigos, desplazarse lateralmente, esquivar y saltar (salto simple y doble) con objeto de defenderse y evitar los obstáculos.
El jugador puede cambiar entre dos modalidades de disparo en cualquier momento: el modo manual (retícula roja) y el modo automático (retícula morada). El modo automático desplaza la retícula rápidamente al enemigo más cercano hacia la dirección que se haya marcado con la palanca de control, pero causa menos daño que el modo de disparo manual. El jugador también puede atacar usando una poderosa espada de energía pulsando el botón de disparo cuando los enemigos o ciertos tipos de proyectiles entran dentro de un área cercana al personaje. Los proyectiles golpeados de esta forma son rechazados hacia el lugar donde la retícula se encuentra en ese momento y pueden causar un gran daño a nuestros oponentes. Mientras el juego se desarrolla, un temporizador situado en la parte superior de la pantalla va marcando una cuenta atrás. Si llega a 0, el personaje perderá vida gradualmente hasta que rellene el temporizador (hay objetos específicos para ello) o muera.
El modo multijugador implica a dos jugadores en el control de un mismo personaje de forma cooperativa. Uno de ellos se encarga de apuntar y disparar mientras que el otro mueve al personaje.

## Argumento
La prosperidad de la humanidad ha conducido a un enorme incremento de la población y, con ello, han aparecido serios problemas debidos a la escasez de alimentos. En un intento de solucionarlos, los científicos crean una nueva especie para ser usada como fuente de alimento, confinando este nuevo "rebaño" en el Japón septentrional. Con el tiempo, las criaturas mutan y atacan a los japoneses. Una organización internacional pacifista, los llamados "Armed Volunteers" (traducido, los Voluntarios Armados) tratan de detener a las criaturas, a las que se refieren como "ruffians" (traducido, rufianes), sin embargo, también oprimen a los japoneses.
Otra agrupación, que se hace llamar "Savior Group" (traducido, el Grupo Salvador) y liderada por una enigmática mujer llamada Achi, se subleva para defender a Japón de los ruffians y los Armed Volunteers.
El juego comienza en Tokio cuando Achi, Airan y Saki emprenden la misión de robar un medio de transporte a los Armed Volonteers. Tras luchar contra oleadas de escuadrones de los Armed Volonteers, consiguen un medio de transporte en lo más alto de un edificio, pero, mientras lo asaltan, son atacados por los ruffians. Una vez rechazados, Saki es atacado por una mujer con poderes telequinéticos llamada Kachua. Saki logra tirarla del edificio, pero mientras cae, la ciudad se inunda de sangre, y Saki cae también. Él y Kachua se transforman en ruffians gigantes al caer al mar de sangre. Saki logra matar a Kachua, tras ello, Airan y Achi descubren que Saki se ha vuelto hostil hacia ellas. Achi se teletransporta, junto con Airan, a un lugar seguro.
Tras el teletransporte, se encuentran en un barco de los Armed Volonteers que está al mando de Brad, líder de la organización. Brad ordena a su flota que ataquen a Saki, al que se refiere como la "Bestia". Airan y Achi se abren camino a través del barco hasta que se topan con Brad y Leda, una pequeña ruffian que se asemeja a un gato. Tras una breve lucha Leda es eliminada, pero Brad salta a un jet de combate y escapa, así que Achi usa su telequinesis para ayudar a Airan a perseguirle. Finalmente, consiguen matar a Brad y aniquilan la flota de los Volonteers, lo que les permite concentrarse en Saki.
Achi cree que puede devolver a Saki a su forma humana, pero ello requiere que Airan le dispare en la cabeza para incapacitarle.
Airan despierta en una playa infestada de ruffians acompañada por Saki, quien es ahora mitad ruffian en su apariencia, pero que por lo demás ha regresado a la normalidad. Los dos se abren camino, intentando ponerse a salvo, hasta un pequeño edificio. Una vez allí, Achi aparece, agarra a Airan y se la lleva.

## Secuela
La secuela, Sin & Punishment 2: Star Successor, fue lanzada al mercado japonés a finales de 2009 para Wii, y a principio de junio en europeo y norteamericano.

## Manga
En el año 2000, fue publicado en una revista japonesa, un manga basado en el juego, el cual consta de 9 capítulos.
Este nunca fue compilado, siendo esas revistas su única fuente.